# Marmessoidea flavoguttata
Marmessoidea flavoguttata är en insektsart som först beskrevs av Carl Stål 1877.  Marmessoidea flavoguttata ingår i släktet Marmessoidea och familjen Diapheromeridae. Inga underarter finns listade i Catalogue of Life.